# 土台建物
土台建物（どだいたてもの）は、日本考古学における建物遺構の分類名の1つ。地表面に「土居」または「土居桁」と呼ばれる角材を井桁に組んで土台を造り、その上に柱や壁を建てて上部構造を支持する建物を指す。古代から存在し、秋田県の胡桃館遺跡（平安時代・10世紀）での検出例が知られる。

## 概要
日本列島における古代の建築遺構には、竪穴建物や掘立柱建物などの掘立柱を用いて上屋を支える構造のものや、壁建ち建物と呼ばれる外側の壁で上屋を支える構造のものなどがあるが、地面に掘立柱を打ち込まず、基礎部分に木製の土台（土居）を組み、その上に柱を建てて横板を廻して壁とする構造の土台建物は、平安時代からその存在が知られる。床面が地表面に位置するため床構造の分類上は平地建物に位置付けられる。
12世紀の『信貴山縁起絵巻』「山崎長者の巻（飛倉の巻）」に描かれた、高僧・命蓮の法力を宿した鉢によって持ち上げられ飛翔する「飛倉」は、校倉造の壁の下端部に井桁に組まれた角材があり、土台建物であることがわかる。また『粉河寺縁起絵巻』にも、壁は校倉造ではないが、同様の土台を持つ倉が描かれている。
これらの土台建物は、建築当時の地表面（生活面、遺構面とも）に土台を据えるため、当時の地表面が後世の土地利用で削平されてしまうと痕跡が残りにくく、発掘調査などにおいて検出されにくいとされるが、土台の下に水平を取るための敷石や木板を敷く例があり、それらの遺存から土台建物の存在が示唆される場合がある。
残存状況が良好であった事例としては、秋田県北秋田市（旧北秋田郡鷹巣町）の胡桃館遺跡が著名である。当遺跡では、平安時代前半期の10世紀（一説に西暦915年）に発生した十和田火山の噴火による火山噴出物を含む泥流（ラハール）により古代の建物が埋没し、発掘調査で下半部分が良好に検出された。これらは井桁に組まれた土台部分が壁の下半部分とともに残存しており、『信貴山縁起絵巻』や『粉河寺縁起絵巻』にみえる土台建物の実例として知られている。